# Spider (romanzo)
Spider è un romanzo psicologico di Patrick McGrath ambientato a Londra tra gli anni '40 e '50.
Il romanzo è stato tradotto in finlandese, spagnolo, catalano, francese, giapponese, polacco, neogreco, italiano e altre lingue.

## Trama
La narrazione in prima persona è un monologo interiore del protagonista.
Dennis Cleg, detto "Spider", cerca di scrivere un diario che gli consenta di ragionare sulla strana confusione che dall'adolescenza lo ha diviso in due persone. Il presunto uxoricidio che il padre avrebbe commesso, aveva privato Dennis dell'amata madre dandogli per matrigna una grassa prostituta di nome Hilda. Nella degradata periferia della Londra postbellica Dennis non ha potuto che sprofondare nella follia ed una ventina di anni dopo si ritrova nello stesso tetro quartiere ospite di una casa per alienati.

## Opere derivate
Nel 2002 David Cronenberg ha diretto l'omonimo film basato sul romanzo e sceneggiato dallo scrittore per adattarlo al grande schermo.

## Edizioni in italiano
- Patrick McGrath, Spider, traduzione di Alberto Cristofori, Milano: Bompiani, 2002
- Patrick McGrath, Spider, Milano: Superpocket, 2003
- Patrick McGrath, Spider, traduzione di Alberto Cristofori, Milano: Tascabili Bompiani, 2004
- Patrick McGrath, Spider, traduzione di Alberto Cristofori, Milano: La nave di Teseo, 2020